# Mi (črka)
Mi (grško: starogrško μι, starejša oblika: starogrško μῦ; velika črka: Μ, mala črka: μ) je dvanajsta črka grške abecede in ima številčno vrednost 40. Črka mi se je razvila iz feničanske črke mem (), ki izvira iz hieroglifa za vodo. Iz grške črke Μ izvira latinična črka M in tudi cirilična črka М.
V grščini se črka Μ izgovarja kot m. Posebnost v izgovorjavi je digraf ΜΠ, ki se izgovarja kot mb, na začetku besede in v besedah tujega izvora pa kot b, npr.: μπαρ [bar], μπανάνα [banana],  ipd.

## Pomeni
- v astronomiji je μ oznaka za dvanajsto zvezdo v ozvezdju
- predpona μ (mikro) v mednarodnem sistemu enot pomeni 10−6
  - μm (po starem samo μ) je oznaka za mikrometer (po starem mikron): 1 μm= 10−6 m
- v fiziki je μ oznaka za magnetno permeabilnost
- v fiziki je μ oznaka za permeabilnost
- v fiziki je μ oznaka za magneton
- v fiziki je μr oznaka za relativno permeabilnost
- v fiziki je μN oznaka za jedrski magneton
- v fiziki je μB oznaka za bohrov magneton
- v fiziki je μ0 oznaka za indukcijsko konstanto
- v fiziki delcev je μ oznaka za mion (μ-, μ+)
- v matematiki je μ(n) oznaka za Möbiusovo funkcijo
- v matematični teoriji mere je μ(A) oznaka za mero množice A
- μ je ena od možnih oznak za Poissonovo število v mehaniki (druga oznaka za to je ν)
- μ je ena od možnih oznak za viskoznost (na Slovenskem je bolj običajna oznaka η)

### Unicode
|                | Velika črka Μ        | mala črka μ        |
| -------------- | -------------------- | ------------------ |
| Unicode UTF-16 | U+039C               | U+03BC             |
| Ime Unicode    | Velika grška črka mi | Mala grška črka mi |
| Koda HTML      | &#924;               | &#956;             |
| Enota HTML     | &Mu;                 | &mu;               |